# Meliden
Meliden är en by i Denbighshire i Wales. Byn är belägen 204,9 km 
från Cardiff. Orten har 1 962 invånare (2016).